# Biblioteca Pilarin Bayés
La Biblioteca Pilarin Bayés és una biblioteca pública ubicada a Vic i que forma part de la Xarxa de Biblioteques Municipals de la Diputació de Barcelona (XBM). S'inaugurà el 7 d'octubre de 2022 amb un acte encapçalat pel llavors diputat de Cultura de la Diputació de Barcelona, Joan Carles Garcia Cañizares, i l’alcaldessa de Vic, Anna Erra, que estaran acompanyats per la dibuixant i ninotaire Pilarin Bayés, que donava nom al nou equipament. La localització de l'edifici estaria situat a l'espai de l'antiga Caserna de la Guàrdia Civil.
La biblioteca va estar guardonada com a 'Biblioteca de l'any' pels prestigiosos premis d'arquitectura i disseny de la plataforma digital Archello 2023. Un premi reconegut pel jurat i pel vot del públic simultàniament. Els Archello Awards són un programa de premis global que celebra els millors projectes d’arquitectura i productes de construcció del món.

## Història
La Biblioteca Pilarin Bayés és considerada l'hereva de diverses iniciatives de disposar d'una biblioteca pública a la ciutat de Vic. Entre les quals la Biblioteca Jaume Balmes, en funcionament des del 29 de març de 1931, així com la Biblioteca de la Caixa de Pensions inaugurada el 24 de desembre de 1929 i que fou la vuitena biblioteca que l'Obra Cultural de "La Caixa" va obrir al públic a Catalunya, que fou cedida a l'Ajuntament de Vic el 1995. Aquestes dues biblioteques es fusionaren i es creà la Biblioteca Joan Triadú l'any 1996, que ocupà el claustre de l'antic Convent del Carme fins a l'any 2022. L'Ajuntament de Vic gestionaria el conveni amb la Diputació sobre la Biblioteca Joan Triadú al llarg dels anys fins que decidí ampliar-la i ubicar-la a una nova seu.
El 18 de febrer de 2009, representants de diverses entitats de Vic encapçalats pels presidents de les associacions de veïns de la Calla i del Remei es reuniren a l'Ajuntament amb el llavors alcalde, Josep Maria Vila d’Abadal, per demanar que a l'antic solar de la caserna de la Guàrdia Civil s'hi aixequés una biblioteca. Així, després de la realització d'un procés participatiu que comptà amb la participació de 1.500 persones, es va triar a Pilarin Bayés, figura destacada en la cultura vigatana i autora de més de nou-cents llibres, per donar nom a la nova biblioteca de Vic. Aquesta nova biblioteca comptaria no només amb un espai de lectura, d’estudi i de formació, sinó que també hi hauria un espai laboratori Espai Lab Ausa i d'experimentació per a residències musicals i gravació de maquetes música, també una Aula Multilingüe Anna Dodas per a l’aprenentatge d’idiomes, i l’Oficina d’Atenció Ciutadana (OAC) per a tràmits i gestions municipals; a més d'una sala d’actes, jardí i terrassa per a esdeveniments literaris, socials i culturals, entre d'altres.
L'edifici que acull la biblioteca consta de 5 plantes, amb aparcament inclòs, i una superfície total de quatre mil metres quadrats (en el moment de la seva inauguració tenia en concret 4.557,63 metres quadrats). Al voltant d'aquest un jardí obert a la ciutat i espai commemoratiu amb 11 arbres d'espècies diferents, en record a les 11 víctimes de l'atemptat terrorista del 29 de maig de 1991 on van morir 10 persones i 44 van resultar ferides. El jardí es dissenyaria perquè fos inclinat i afavorís l'entrada de llum natural a la planta inferior de l'edifici. La doble façana, amb la gelosia exterior de fusta i una geometria articulada, permet orientar les vistes des de les sales de lectura cap al jardí i la ciutat.

## Descripció
La planta principal està destinada a la zona de revistes, la zona infantil i la cafeteria, així com la bústia de retorn automatitzat. A la planta inferior hi ha l’Oficina d’Atenció Ciutadana (OAC), la Sala d’Actes U d’Octubre, l’àrea de música i l’àrea de treball intern.
La planta primera té l’Aula Multilingüe, l’espai multimèdia, l’àrea jove, amb el fons de còmics, i el servei d’Internet i demés.
El segon pis serviria per acollir la sala mirador, sales de fons general, i l’accés a la terrassa, apta per a presentacions i actes a l’exterior. La planta soterrània estaria destinada a dos dipòsits documentals: al major hi ha la col·lecció general, i al dipòsit especial s'hi troba el fons patrimonial del Círcol Literari.
A l'espai infantil de la biblioteca s'hi inaugurà en un acte presidint per la llavors alcaldessa Anna Erra el 15 de juliol de 2022, un mural creat per la ninotaire Pilarin Bayés elaborat a mà per la mateixa Pilarin. El mural parteix d'un dibuix amb diferents escenes que homenatgen des de la mare que canta una cançó tradicional a l'infant, enganxada a les arrels del passat, fins a l'àvia, en representació de les àvies d'arreu que expliquen contes a la vora del foc, plasmant la barreja de cultures han enriquit l'obra de Pilarin Bayés. També hi apareixen les Tres Bessones, la televisió, la impremta, el quiosc, la llibreria, la biblioteca i les persones creatives que formen part d'aquests àmbits. Al fons, una silueta urbana de la comarca on apareixen els punts més emblemàtics del territori com són la Creu de Gurb, el Castell de Tona o el Montseny.
La capacitat de la biblioteca seria de 115.000 documents, incloent-hi els més de 5.000 llibres del Círcol Literari, els 5.000 CD del Mercat de Música Viva de Vic, i els més de 15.000 documents del dipòsit general. Així, per encabir-hi tot aquest volum de documentació i llibres, s'hi instal·là armaris compactes en sala, que serien de lliure accés als usuaris, i totalment automatitzats.
L'equipament fou ideat per BCQ Arquitectes i Toni Casamor, amb la constructora Arcadi Pla com a responsable de l'obra, adjudicada per un valor de 6.868.678,33 euros. Suposant un cost final però de 8 milions i mig d'euros, incloent-hi tot el mobiliari i tot el contingut del seu interior.